# Pau Vela Maggi
Pau Vela Maggi (Tortosa, 31 de maig de 1986) és una esportista de rem catalano-brasiler.
Va formar-se en el Centre de Tecnificació de Banyoles i al Club de Rem Tortosa. Va quedar-se a un pas d'obtenir la classificació per als Jocs Olímpics de Londres 2012, però quatre anys més tard va aconseguir el bitllet per a Rio 2016, on va competir per Espanya. Va finalitzar 13è en la prova de dos sense timoner.
L'any 2019 va passar a defensar el Brasil, el país del seu pare. El seu germà Xavier ja havia canviat la nacionalitat esportiva anys enrere. Ambdós van disputar plegats els Jocs Panamericans d'aquell any a Lima, on van aconseguir la medalla de plata del dos sense timoner, amb un temps de 6:34,38. Aquell any, van ser escollits com els millors esportistes de la Confederació Brasilera de Rem en la gala del Premi Brasil Olímpic.

## Palmarès
- 2019: Medalla de Plata als Jocs Panamericans de Lima,  Perú: Dos sense, masculí (P2-)